# Ormyrus labotus
Ormyrus labotus är en stekelart som beskrevs av Walker 1843. Ormyrus labotus ingår i släktet Ormyrus och familjen kägelglanssteklar. Inga underarter finns listade i Catalogue of Life.